# Nolathripa korbi
Nolathripa korbi är en fjärilsart som beskrevs av Rudolf Püngeler 1908. Nolathripa korbi ingår i släktet Nolathripa och familjen trågspinnare. Inga underarter finns listade i Catalogue of Life.